# محاولة انقلاب 2002 في فنزويلا
كانت محاولة الانقلاب الفنزويلية في عام 2002 انقلابا فاشلا في 11 أبريل 2002 أدى إلى الإطاحة بالرئيس هوغو تشافيز من منصبه لمدة 47 ساعة قبل أن يعود إلى السلطة. وكان تشافيز، الذي انتخب في عام 2000، قد تلقى العون في عودته إلى السلطة بفضل الدعم الشعبي (النقابات العمالية في الأغلب) والتعبئة ضد الانقلاب من قِبَل الرتب المعتدلة في المؤسسة العسكرية.
وبدأت الحالة في 9 أبريل عندما دعت المنظمة النقابية "الاتحاد الوطني لنقابات العمال" وهي اتحاد عمال فنزويلا إلى إضراب عام. وكان الإضراب المقترح رداً على تعيينات تشافيز في مناصب بارزة في شركة النفط الوطنية الفنزويلية (PDVSA). وبعد يومين في كاراكاس، سار ما يصل إلى مليون فنزويلي في معارضة لتشافيز. وعند نقطة ما أثناء المسيرة، أعاد زعماء المعارضة توجيه المتظاهرين إلى القصر الرئاسي، ميرافلورس، حيث كان مؤيدو الحكومة والدوائر البوليفارية يعقدون تجمعهم الخاص. وعند وصول المعارضة، واجه الجانبان بعضهما البعض. بدأ تبادل لإطلاق النار في جسر لاغونو، بالقرب من قصر ميرافلورس، وبحلول ذلك المساء كان 19 شخصا قد لقوا حتفهم، بما في ذلك كل من مؤيدي ومعارضي الحكومة. ثم بدأت القيادة العسكرية العليا الانقلاب في ميرافلورس وطالبت تشافيز بالاستقالة. ورفض الرئيس شافيز الاستقالة، وألقت المؤسسة العسكرية القبض عليه في وقت لاحق. ورُفض طلب شافيز للجوء إلى كوبا، وأُمر بمحاكمته أمام محكمة فنزويلية.
وأعلن بيدرو كارمونا رئيس الاتحاد الفنزويلي للغرف التجارية رئيسا مؤقتا. وخلال فترة حكمه القصيرة، تم حل كل من الجمعية الوطنية والمحكمة العليا وأُعلن بطلان دستور البلد لعام 1999. وبحلول الثالث عشر من هذا الشهر، كان الانقلاب على وشك الانهيار، بعد أن أثارت محاولات كارمونا لإلغاء إصلاحات تشافيز بالكامل غضب قسم كبير من عامة الناس والقطاعات الرئيسية في المؤسسة العسكرية، في حين رفضت أجزاء من الحركة المناهضة لتشافيز أيضاً دعم كارمونا. وحين انتشر الخبر بأن تشافيز لم يستقيل، كما زعم علناً، أحاط أنصار تشافيز بالقصر الرئاسي. وفي كاراكاس استولى أنصار تشافيز على محطات التلفاز وطالبوا بعودته. في تلك الليلة، استقال كارمونا وذهبت إلى المنفى. واستعاد الحرس الرئاسي الموالي لتشافيز ميرافلورس دون أن يطلق رصاصة واحدة، مما أدى إلى إزاحة حكومة كارمونا وإعادة تنصيب تشافيز رئيسا.
ويُزعم أن الانقلاب كان مخططاً له لبعض الوقت، حيث شعر أولئك الذين عارضوا تشافيز، مثل جماعات الضغط التجارية، ووسائل الإعلام الخاصة، والمنظمات الكاثوليكية، بأن حكومته أصبحت غير ديمقراطية وهددت مصالحهم التجارية. وفي ذلك الوقت، شهد تشافيز هبوطاً في شعبيته بنسبة 80% إلى نحو 30%. وأدى الاستياء المتزايد من تشافيز في صفوف العسكريين بسبب أسلوبه العدواني وتحالفاته مع كوبا والجماعات شبه العسكرية إلى قيام ضباط متعددين بدعوة تشافيز إلى الاستقالة. في مستهل الأمر أنكر تشافيز أن حكومة الولايات المتحدة تسعى إلى الإطاحة بحكومته. وتبين في وقت لاحق أن الولايات المتحدة كانت على علم مسبق بمحاولة الانقلاب وأن أعضاء حكومة الولايات المتحدة كانت تربطهم صلات بمشاركين بارزين في الانقلاب. ومع ذلك، أبلغت الولايات المتحدة المعارضة الفنزويلية مرارا وتكرارا أنها لن تُدعم إذا كان هناك انقلاب وحذرت حكومة شافيز من المؤامرة. واتهمت وسائل الإعلام الخاصة بالتبليغ المتحيز لدعم الاحتجاجات والانقلاب المناهض لتشافيز، مع وصف التغطية بأنها "غير متوازنة"، وكذلك "مكبوتة ومتلاعب بها". ولم تثبت صحة الادعاءات بأن مالكي المؤسسات الإعلامية شاركوا بنشاط في الانقلاب.

## الأحداث التي أدت إلى الانقلاب

### التوتر الاجتماعي والتجاري
نشأت معارضة تشافيز من رد الفعل على عملية التطبيع الكوبية لفنزويلا حين أدركت الأمهات أن الكتب المدرسية الجديدة في فنزويلا كانت كتبًا كوبية مليئة بالبروباغندا الثورية وتحت أغطية مختلفة وهو ما سبب احتجاجهن. بحلول أشهر صيف عام 2001، نمت المجموعات المعارضة بسرعة، من أمهات قلقات إلى نقابات عمال وقطاعات الأعمال التجارية والجماعات الكنسية والأحزاب السياسية اليمينية واليسارية، إذ شعروا أنهم يُعزلون. في نفس الوقت، أصبحت المجموعات الداعمة لتشافيز مُنظمة، خصوصًا بين الفقراء، مع وصول شغفهم لتشافيز إلى حدود العبادة إذ أعطاهم الأمل والشعور بالقيمة.

#### قانون التمكين
في عام 2000، منحت الجمعية الوطنية المؤيدة لتشافيز، الرئيس تشافيز سلطات استثنائية والقدرة على الحكم بمرسوم من خلال قانون تنفيذي لإدارة الحالة السيئة للاقتصاد. في 13 نوفمبر 2001، مرر تشافيز حزمة مؤلفة من 49 قانون، باستخدام القانون التنفيذي الذي ستنتهي مدة صلاحيته في اليوم التالي، من هذه القوانين إعادة ترتيب الوزارات الحكومية وفي الوقت ذاته تغيير كبير في قوانين عمل الحكومة وتجارة النفط واستخدام الأراضي دون موافقة الجمعية الوطنية. «أبرزت القوانين نقطة تحول في مشاعر الرأي العام تجاه الرئيس» وذلك من خلال غضب أنصار تشافيز ومعارضيه على حد سواء من التغييرات.  كان هناك مرسومان بالتحديد أشعلا الاحتجاج: قانون يهدف إلى تعزيز السيطرة الحكومية على شركة النفط بّي دي في إس إيه (شركة النفط الوطنية الفنزويلية)، التي احتج تشافيز قائلًا بأنها أصبحت «دولة داخل دولة»، وقانون الإصلاح الزراعي الأكثر جدلًا، الذي تضمن أحكام استملاك أراض «سائبة» في ملكيات كبيرة. على الرغم من أن الحكومة نصت بأنها ستقدم للمالكين السابقين تعويضًا حسب سعر السوق الحالي، إلا أن قوانين الأراضي المقدمة من قِبل تشافيز صيغت بشكل مبهم وذلك بأن الحكومة يمكنها قانونيًا استملاك أي ملكية ترغب بها. في حين أن بعض الأراض كانت تُمنح بالفعل للمستضعفين، إلا أن معظمها كان يُستغل من قِبل أطراف موالية لتشافيز من خلال نظام المحسوبية.
وصف ماكوهان القوانين التسعة والأربعين بأنها «مجازفات»، «نقطة اللاعودة في علاقات تشافيز المضطربة مع قادة الأعمال والكنيسة والإعلام». بالنسبة للمعارضة، أثبتت هكذا تغييرات حكومية كبيرة أن تشافيز «ديكتاتور تحت التدريب». شملت معارضة هذه البرامج محاولة من قِبل حزب العمل الديمقراطي بجعل المحكمة العليا تقيم تشافيز بعجز ذهني محتمل، مما يسمح بإزالته من المنصب بموجب المادة 233 من الدستور الجديد. في 10 ديسمبر 2001، سبب اضطراب وطني إيقاف 90% من الاقتصاد وكان أكبر إضراب في تاريخ فنزويلا، أكبر من ذاك الذي ساعد على إنهاء ديكتاتورية ماركوس بيريز خيمينيز عام 1958. بحلول يناير 2002، أصبحت المظاهرات التي تضمنت مئات آلاف الفنزويليين المعارضين لتشافيز عامةً في فنزويلا.

#### بتروليوس دي فنزويلا
في مارس 2002، استُهدفت بيتروليوس دي فنزويلا، شركة النفط التي تملكها الدولة والتي تعمل باستقلالية نسبية ومثلت 70% من إيرادات فنزويلا الأجنبية، من قِبل تشافيز خشيةً من قدرة المعارضة على الدعوة لإضرابات وطنية وكان من المقرر أن تتلقى رقابة شديدة من قِبل الحكومة. قوبلت محاولات تشافيز لإنهاء الاستقلالية الوظيفية للشركة وإخضاع إيراداتها من النفط لسيطرة الدولة بمقاومة قوية من مدراء وموظفي الشركة. دعم العديد السياسة القديمة لعهد رافائيل كالديرا المعروفة بسياسة الأبيرتورا (أي الانفتاح)، وهي، فتح قطاع النفط الفنزويلي لرفع المساهمة الأجنبية أكثر، من أجل زيادة الانتاج؛ دعا تشافيز بدلًا عن ذلك إلى تخفيض الانتاج، بالتنسيق من خلال أوبك، لرفع الأسعار وزيادة إيرادات النفط. شك تشافيز بداعمي سياسة الانفتاح بأنهم يريدون في النهاية خصخصة الشركة، وهاجمت الحكومة إدارة الشركة قائلة أنها كانت تحول الكثير من إيراداتها لتملأ جيوبها الخاصة (انخفضت إتاوات الشركة المدفوعة للدولة من 71% من إجمالي الإيرادات عام 1981 خلال ذروة اقتصاد فنزويلا إلى 39% عام 2000 بعد عقود من المصاعب المالية). في 7 أبريل، طرد تشافيز رئيس الشركة، العميد جوايكايبورو لاميدا مونتيرو ووضع مكانه «مناضل سابق من الحزب الشيوعي»، بالإضافة إلى طرد 5 من 7 أعضاء آخرين من مجلس الشركة في برنامجه آلو بريزيدنت، ساخرًا من كل عامل باسمه واستخدم صفارة «كما لو أنهم يطردون من مباراة كرة قدم». سببت هكذا أفعال من قِبل تشافيز أحداث أخرى مناهضة له مع سلسلة من الانسحابات تلاها تباطؤ في سير الأعمال.
أشارت واشنطن تايمز إلى أن تشافيز قد «خنق الاستثمارات الأجنبية من خلال مضاعفة مدفوعات الإتاوات الواجب على شركات النفط دفعها للحكومة ومن خلال تقييد ملكية الشركة على بعض مشاريع النفط إلى 49 بالمئة»، وأنه «استبعد العمال في شركة نفط بلاده التي تملكها الدولة، بيتروليوس دي فنزويلا، من خلال وضع موظفين من داعميه يعملون منذ فترة طويلة». بحلول بدايات عام 2002، هبطت شعبية تشافيز إلى نحو 30%. هذا الأمر، وفقًا لدورية لوس أنجلس تايمز، «وحد كل القوى المعارضة لتشافيز»، جمع زعيم حزب العمال كارلوس أورتيغا مع بيدرو كارمونا إستانغا، رئيس أكبر اتحاد تجاري فنزويلي، فيديكامارتاس، في دعوة «لإضراب عام غير محدود» لدعم عمال النفط.

#### الجيش
ازداد حذر الجيش النظامي من تشافيز بسبب علاقته مع فيدل كاسترو وجماعة العصابات الكولومبية فارك، إذ تربى الجيش سابقًا على أنهما «أكبر تهديد لبلاده». رأى الجيش أنه بعد محاربة تأثير كاسترو وجماعة العصابات ومقاومة محاولات الإطاحة بالحكومات الفنزويلية السابقة لتوسيع وجوده الثوري منذ ستينيات القرن العشرين، قد خسر في النهاية حين استلم تشافيز السلطة. عزز تشافيز وجود مقاتلي حروب العصابات في الجيش الفنزويلي وفرض على جنود الجيش النظامي الحذِر مساعدتهم. أجبر تشافيز الجيش على مساعدة فارك في إنشاء مخيمات على أراض فنزويلية، وتوفير عتاد لمحاربة الحكومة الكولومبية، وتزويدهم ببطاقات هوية حتى يتمكنوا من التحرك بحرية في فنزويلا وإرسال أعضاء من الدوائر البوليفية إلى مخيماتهم لتلقي تدريبات خاصة بحروب العصابات، خلقت هذه الإجراءات استياءً ضمن صفوف الجيش. كان من أكثر الخطوات التي اتخذها تشافيز جدلية، أمرْ الجيش النظامي بالعمل مع الجيش الكوبي، وبالتالي إجبار الجيش الفنزويلي وأجهزة الاستخبارات على فتح قواعدهم وملفاتهم وأقراصهم الصلبة لمنافسيهم الكوبيين مما شكل شعورًا بالتعرض للخيانة من قِبل تشافيز.
ظهر استياء الجيش الدفين «علنًا من خلال مطالبة أربع ضباط رفيعي المستوى، من ضمنهم الفريق أول رومان غوميز رويز، «باستقالة تشافيز سلميًا وتحمل مسؤولية فشله». رد تشافيز من خلال إعلان هؤلاء الضباط خونة، آمرًا باعتقالهم، وفرضَ عليهم الاستقالة. أفادت شيكاغو تريبوني لاحقًا أنه على الرغم من عدم دراية الجمهور الفنزويلي بذلك، إلا أن صناعة النفط في البلاد كانت تقترب من نهاية الأسابيع الستة الخاصة بإبطاء العمل واتفقت حكومة تشافيز ومدراء النفط على إقالة أعضاء مجلس النفط المُختارين من قِبل تشافيز. واصلت الدورية: «لكن رواد الأعمال والتجارة، الذين انضموا سرًا إلى ضباط الجيش المعارضين في محاولة لخلع تشافيز، قرروا أن اللحظة قد حانت لممارسة الضغط». لاحظت ساندرا هيرنانديز وكتبت لاحقًا في دورية لوس أنجلس تايمز أن «مثقفي الطبقة الوسطى ومهنييها كانوا في البداية مغتبطين بحديث تشافيز حول استعادة «الشرف الوطني»»، «شاهدتُ بخوف تشكيل داعمي تشافيز «للدائرات البوليفارية»، جماعات استقواء أرهبت خصومها الحكوميين بتهديدات الأذى الجسدي». خلال العام السابق للانقلاب، ادعى مستشار سياسي أن تشافيز «سخر» من خصومه. رأى العديد من خصوم تشافيز أن سلوكه مدمر ذاتيًا وأن المطاف سينتهي «بخسارته للسلطة من خلال وسائل دستورية عبر المحكمة العليا أو البرلمان». على أي حال، وفقًا لدورية نيويورك تايمز، «كان ضباط الجيش المستائين يلتقون بين بعضهم ومع رواد الأعمال لمدة سنة تقريبًا لمناقشة طرق خلع السيد تشافيز». قال أحد الضباط، أن ضباط الجيش هؤلاء «سيختارون قائدًا منهم»، لأنهم «لا يريدون أن يُطلق عليه اسم مجلس عسكري، لكنهم أرادوا التأكد من وجود شخصية عسكرية واحدة على الأقل في المجلس الانتقالي».

## وصلات خارجية
- U.S. Department of State and Office of Inspector General. A Review of U.S. Policy toward Venezuela, November 2001 – April 2002.. Retrieved 26 May 2006. A full-text PDF report of the U.S. Inspector General report of U.S. involvement.
- U.S. Embassy, Caracas, Venezuela. State Dept. Issues Report on U.S. Actions During Venezuelan Coup: (Inspector General finds U.S. officials acted properly during coup).. Retrieved 26 May 2006. A summary from the U.S. Embassy in Caracas, Venezuela of the report on U.S. actions during the events of April 2002.